# Cuzorn
Cuzorn település Franciaországban, Lot-et-Garonne megyében. Lakosainak száma 850 fő (2022. január 1.). Cuzorn Blanquefort-sur-Briolance, Saint-Front-sur-Lémance, Salles, Gavaudun, Monsempron-Libos és Fumel községekkel határos.

## Népesség
A település népességének változása:
| Lakosok száma | 822  | 837  | 901  | 845  | 867  | 854  | 849  | 851  | 852  | 850  |
|               | 1968 | 1982 | 1990 | 2006 | 2013 | 2015 | 2017 | 2019 | 2020 | 2022 |